# Ridna Ukraiina, Hola Prîstan
Ridna Ukraiina (în ucraineană Рідна Україна) este un sat în comuna Hladkivka din raionul Hola Prîstan, regiunea Herson, Ucraina.

## Demografie
Componența lingvistică a localității Ridna Ukraiina
     Ucraineană (89,27%)
     Română (5,08%)
     Rusă (2,82%)
Conform recensământului din 2001, majoritatea populației localității Ridna Ukraiina era vorbitoare de ucraineană (89,27%), existând în minoritate și vorbitori de română (5,08%) și rusă (2,82%).